# Molophilus (Molophilus) protervus
Molophilus (Molophilus) protervus is een tweevleugelige uit de familie steltmuggen (Limoniidae). De soort komt voor in het Australaziatisch gebied.